# Love and War (film, 1899)
Pour les articles homonymes, voir Love and War.
Pour plus de détails, voir Fiche technique et Distribution.
Love and War est un film américain muet et en noir et blanc, réalisé par James H. White et sorti en novembre 1899.

## Fiche technique
- Titre : Love and War
- Réalisation : James H. White
- Société de production : Edison Studios
- Pays de production :  États-Unis
- Durée : 3 minutes
- Date de sortie : 1899